# Franz-Josef Kupczyk

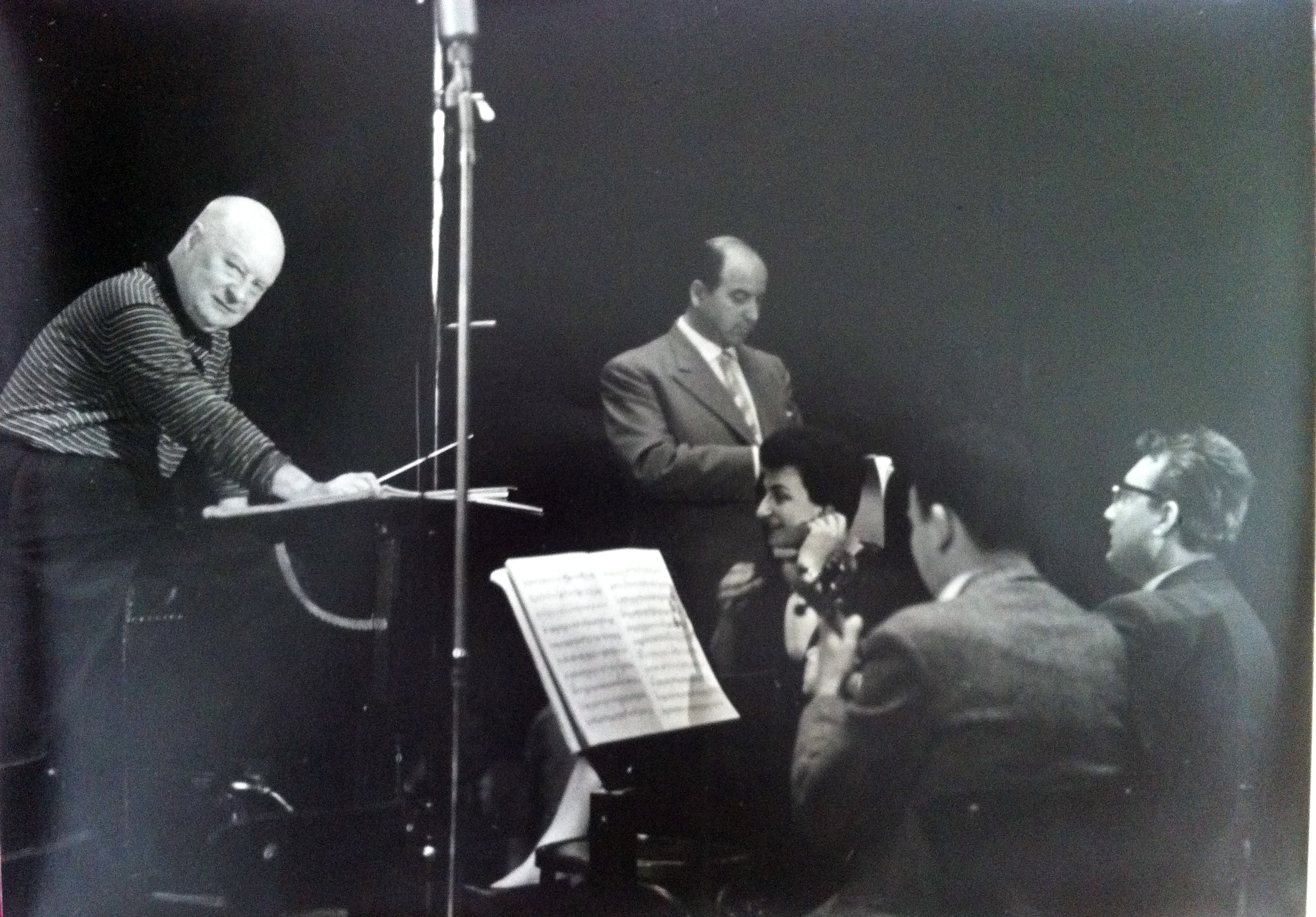
Kupczyk mit Paul Hindemith 1960 in Bremen

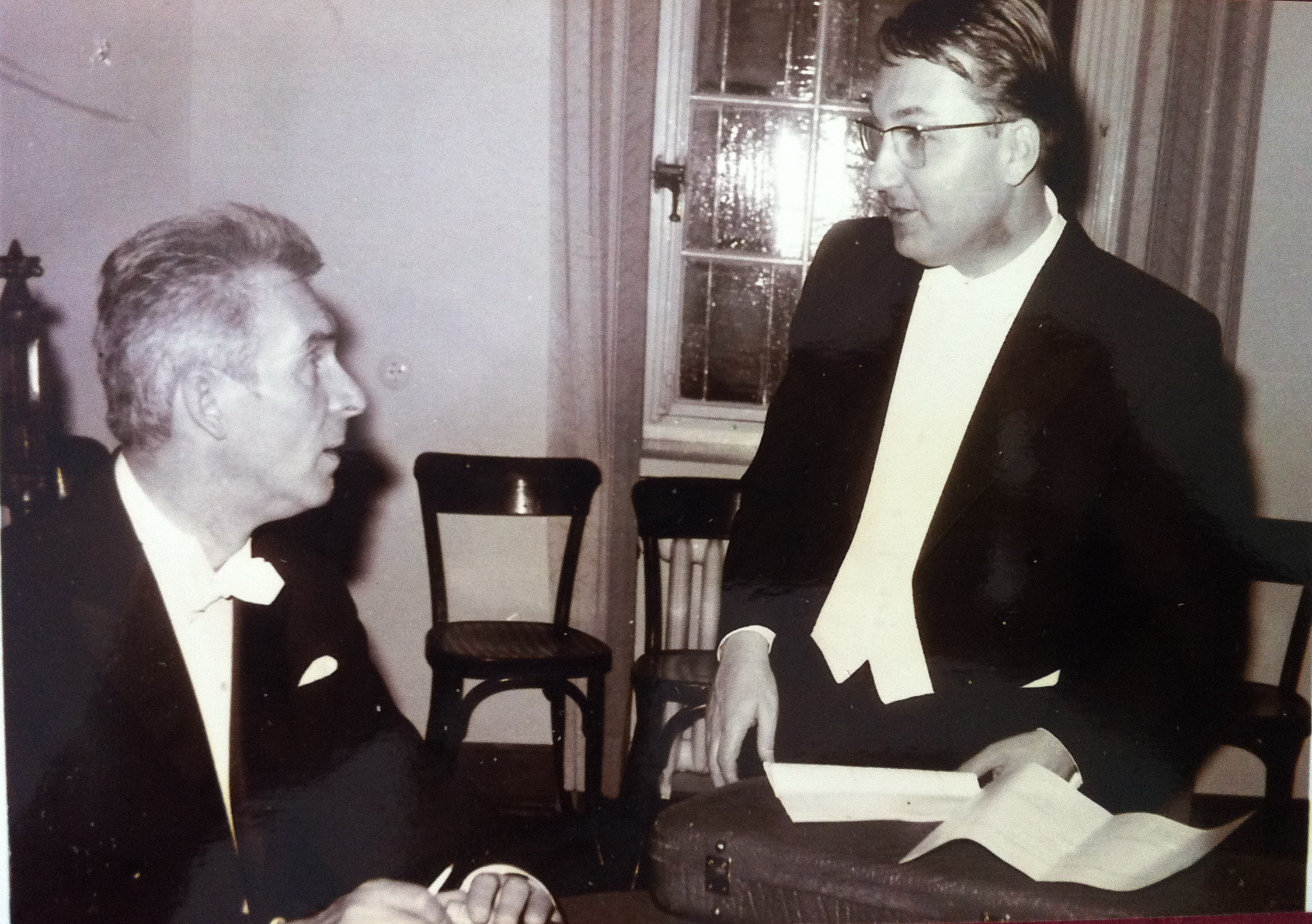
Kupczyk mit Rudolf Kempe 1960 in Bremen

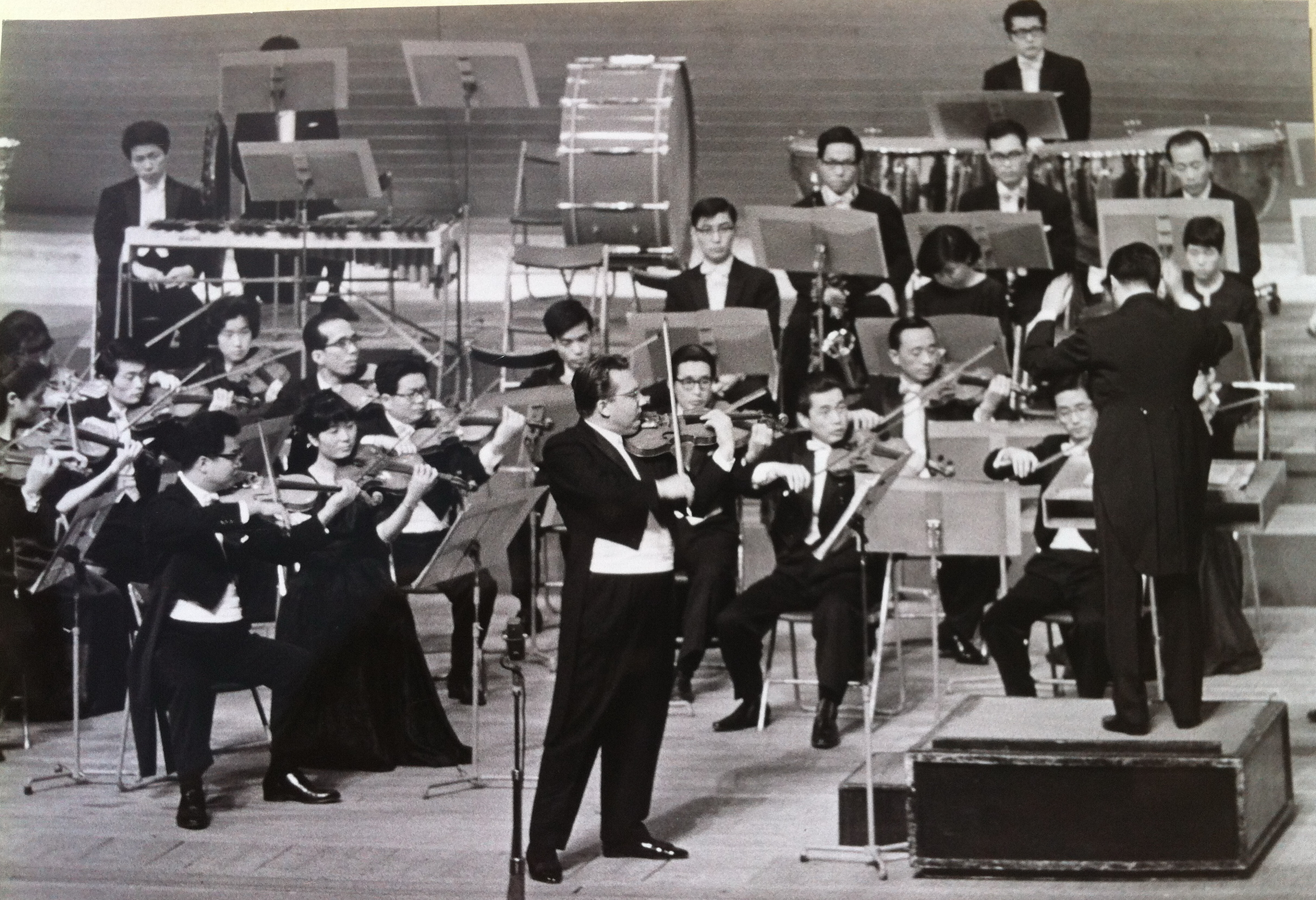
Osaka 1967

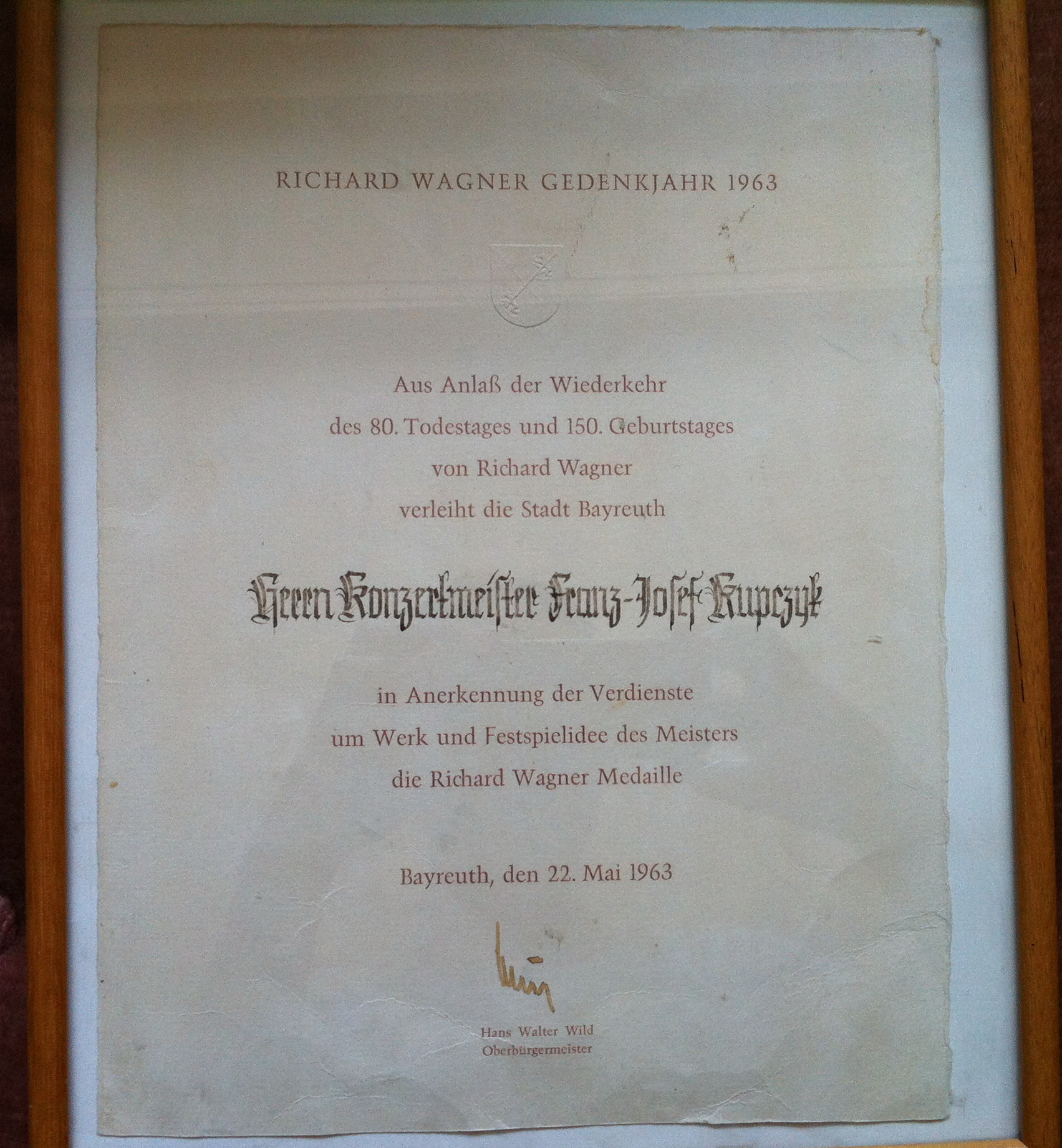
Privatarchiv Kupczyk 2015

Franz-Josef Kupczyk (* 7. Juli 1928 in Westerholt; † 5. Januar 2012 in Bremen) war ein deutscher Geiger und Solist. Er war seit 1957 1. Konzertmeister des Philharmonischen Staatsorchester Bremen und beim Bremer Theater am Goetheplatz.

## Leben
Kupczyk begann mit neun Jahren mit dem Violinunterricht und besuchte von 1942 bis 1945 das Internat in Braunschweig für musische Begabungen. Nach Kriegsende ging er an die Hochschulen Folkwanghochschule Essen, Köln und Detmold und studierte bei Fritz Peter, Hermann Zitzmann und Tibor Vaga und Max Strub.
1957 wurde er von dem damaligen Generalmusikdirektor Heinz Wallberg als 1. Konzertmeister nach Bremen verpflichtet. In Bremen konzertierte er dann bis 1996 als 1. Konzertmeister des philharmonischen Staatsorchesters unter namhaften Dirigenten wie Hans Schmidt-Isserstedt, Lorin Maarzel, Peter Schneider, Sergiu Celibidache und Paul Hindemith, Hans Knappertsbusch und Rudolf Kempe.
So führte er insbesondere z. B. als Solist unter Rudolf Kempe das Brahms-Doppelkonzert mit Peter Schwarze auf, das Schumann Violinkonzert und das Schostakowitsch Konzert unter Uri Segal, das Igor Stravinski Violinkonzert unter Waldemar Nelsson, das Karl Amadeus Hartmann Violinkonzert unter Reinhard Petersen auf, Bach und Mozart unter Herrmann Michael.
1962 wurde er durch Rudolf Kempe als 1. Konzertmeister nach Bayreuth berufen, wo er unter Karl Böhm und Hans Knappertsbusch und unter der Leitung von Wieland Wagner spielte.
1967 erhielt er für ein Jahr eine Gastprofessur an die Musikhochschule in Tokio, wo er bis über seine Pensionierung im Jahre 1996 in Bremen hinaus den japanischen Violin-Nachwuchs förderte. Ebenso konzertierte er in den sechziger Jahren in ganz Japan als Solist.
1984 wurde er als Professor für Violine an die Hochschule für Künste Bremen berufen.
Auch am Theaterschaffen in Bremen war er beteiligt. Er wirkte aktiv an Inszenierungen von Kurt Hübner und Peter Zadek mit und reiste z. B. auch mit dem Ensemble von Reinhild Hoffmann durch Japan.
In seiner Zeit als Konzertmeister entstanden zahlreiche Rundfunk-Aufnahmen für Filme und besonders mit der Nordwestdeutschen Philharmonie bei Radio Bremen unter der Leitung von Klaus Bernbacher, mit dem er moderne Werke von Strawinsky, Holterdorf und Schostakowitsch, aber auch die großen klassischen Konzerte aufnahm: u. a. Mozart, Mendelssohn, Schumann und Brahms. Ebenso folgte in den 80er Jahren eine Konzertreise als Solist durch Polen, wo er das Schumann-Konzert mit der polnischen Philharmonie z. B. in Danzig mit Klaus Bernbacher aufführte.
Auch entstanden viele Konzerte im Bremer Dom, d. h. im geistlichen Rahmen, u. a. mit Hans Heintze, Wolfgang Helbich.

## Das Kupczyk-Quartett
Seit 1960 besteht auch das so genannte „Kupczyk-Quartett“, das aus Mitgliedern des philharmonischen Staatsorchesters Bremen bestand und das auch international tätig war: u. a. in Jugoslawien als einziges deutsches Quartett, das zu den Festspielen nach Orchid eingeladen wurde. So spielte es auch in Athen, Danzig und Warschau auf Einladung der Chopin-Gesellschaft Warschau.
Kupczyk war in zweiter Ehe mit Veronika verheiratet, eine Violin- und Klavierpädagogin und hat mit ihr die Tochter Nina Kupczyk, die Opernregisseurin und Autorin ist, wie auch die Tochter Tatjana und den Sohn Nicolai aus erster Ehe.

## Auszeichnungen
1963 erhielt er von Wieland Wagner die Richard Wagner-Medaille.
| Personendaten    | Personendaten               |
| ---------------- | --------------------------- |
| NAME             | Kupczyk, Franz-Josef        |
| KURZBESCHREIBUNG | deutscher Geiger und Solist |
| GEBURTSDATUM     | 7. Juli 1928                |
| GEBURTSORT       | Westerholt                  |
| STERBEDATUM      | 5. Januar 2012              |
| STERBEORT        | Bremen                      |